# Herman Hollerith
Herman Hollerith (ur. 29 lutego 1860 w Buffalo, zm. 17 listopada 1929 w Waszyngtonie) – amerykański inżynier i wynalazca, protoplasta komputerowej firmy IBM, uważany za ojca obliczeń zautomatyzowanych.

## Życiorys
Był synem niemieckiego imigranta, który dotarł do Stanów Zjednoczonych w roku 1848. Nauki pobierał w City College w Nowym Jorku; stopień inżynierski uzyskał w wieku 19 lat, w Columbia University School of Mines (obecnie Wydział Techniczny Uniwersytetu Columbia) w roku 1879. W tym samym roku rozpoczął pracę w Biurze Statystycznym Stanów Zjednoczonych jako statystyk. Zajmował się problemem skrócenia czasu potrzebnego do przetworzenia zebranych danych.
W roku 1882 podjął pracę dydaktyczną w Massachusetts Institute of Technology, co okazało się korzystne z punktu widzenia realizacji jego planów badawczych, ponieważ miał po prostu więcej czasu na myślenie. W roku 1883 został powołany dodatkowo na stanowisko zastępcy inspektora w Urzędzie Patentów i Znaków Towarowych Stanów Zjednoczonych, które piastował do roku 1891. W roku 1887 w Baltimore zbudował maszynę liczącą, której zadaniem było stabelaryzowanie danych o umieralności ludności USA. Maszyna wykonała obliczenia w ciągu kilku dni; dotychczas trzeba było na to 3 tygodni pracy zespołu rachmistrzów. W roku 1889 użył innej – także zaprojektowanej przez siebie – maszyny do stabelaryzowania danych Naczelnego Lekarza Armii USA. W roku 1890 uzyskał doktorat (PhD) Uniwersytetu Columbia.
Rząd ogłosił konkurs na opracowanie danych spisu powszechnego planowanego na rok 1890. Przy zastosowaniu dotychczasowej techniki było to zadanie przekraczające czasowo okres do następnego spisu, co stawiało na porządku dziennym problem sensu dokonywania takich spisów. Maszyny Holleritha dały sobie radę z zadaniem znakomicie. Znacznie obszerniejsze dane spisowe od zebranych w roku 1880 przetworzyły w czasie 3-krotnie krótszym. W roku 1894 opatentował maszynę licząco-analityczną na karty dziurkowane odczytywane pneumatycznie (nie elektrycznie, jak dotąd); w tej postaci system nigdy nie został uruchomiony. W opracowaniu tym widać wyraźny wpływ innych prac Holleritha nad konstrukcją układów hamulcowych dla kolei.
3 grudnia 1896 r. założył Tabulating Machine Company (TMC), z kapitałem początkowym 100 000 USD. Przedsiębiorstwo wprowadziło na rynek 1000 akcji o nominale 100 USD każda; Hollerith zachował dla siebie 502 akcje. W roku 1911 przedsiębiorstwo połączyło się z kilkoma innymi przedsiębiorstwami, dając początek korporacji IBM (do roku 1924 nazywała się Computing-Tabulating-Recording Company). Hollerith uzyskał łącznie w ciągu swego życia 38 patentów i osiągnął liczący się osobisty sukces finansowy. Nigdy jednak nie zainwestował w IBM ani jednego dolara.

## Wyróżnienia
- Medaille d’Or, Exposition Universelle – Paris (1889)[1]
- Elliott Cresson Medal, Franklin Institute – Philadelphia (1890)
- Bronze Medal, World’s Columbian Exposition – Chicago (1892)
- National Inventors Hall of Fame (pośmiertnie: 1990)

## Publikacje (wybrane)
- An Electric Tabulating System, Columbia University School of Mines, Vol.X, No.16 (kwiecień 1889), s. 238–255
- Ph.D. dissertation (rozprawa doktorska), Columbia University School of Mines (1890)
- The Electric Tabulating Machine, Vol.57, Part 4 (grudzień 1894), s. 678–682